# Rivière des Grands Capucins
Rivière des Grands Capucins är ett vattendrag i Kanada.   Det ligger i provinsen Québec, i den östra delen av landet, 800 km nordost om huvudstaden Ottawa.
I omgivningarna runt Rivière des Grands Capucins växer i huvudsak blandskog. Runt Rivière des Grands Capucins är det mycket glesbefolkat, med 2 invånare per kvadratkilometer.